# آگوستین هاوش
آگوستین هاوشاوی
(انگلیسی: Agustín Hausch؛ زادهٔ ۲۱ مهٔ ۲۰۰۳) بازیکن فوتبال اهل آرژانتین است.
از باشگاه‌هایی که در آن بازی کرده‌است می‌توان به باشگاه ورزشی سن لورنسو آلماگرو اشاره کرد.
وی همچنین در تیم ملی فوتبال Argentina U16 بازی کرده‌است.